# 愛蘭みこ
愛蘭みこ（あいらみこ、10月7日-）は、元宝塚歌劇団花組 の娘役。
愛知県名古屋市、金城学院中学出身。身長161cm。愛称は「みこちゃん」、「たけ」。

## 来歴
2016年、宝塚音楽学校入学。
2018年、宝塚歌劇団に104期生として入団。入団時の成績は16番。星組 公演『ANOTHER WORLD 』『Killer Rouge』で初舞台。その後、花組に配属。
2024年5月26日、「アルカンシェル」東京公演千秋楽をもって、宝塚歌劇団を退団。

## 主な舞台

### 初舞台
- 2018年4月 - 6月、『ANOTHER WORLD 』『Killer Rouge』（宝塚大劇場のみ）

### 花組時代
- 2018年7月 - 10月、『MESSIAH（メサイア） -異聞・天草四郎-』『BEAUTIFUL GARDEN-百花繚乱-』
- 2018年11月  - 12月、『メランコリック・ジゴロ -あぶない相続人-』『EXCITER!!2018』（全国ツアー）
- 2019年2月 - 4月、『CASANOVA』-新人公演：ジオーヴェ（本役：更紗那知）
- 2019年5月 - 6月、『Dream On！』（バウホール）
- 2019年8月 - 11月、『A Fairy Tale -青い薔薇の精-』-ケイティ、新人公演：シャーロットの幻[9歳]（本役：都姫ここ）『シャルム！』
- 2019年1月、『マスカレード・ホテル』（ドラマシティ、日本青年館）
- 2020年7月 - 11月、『はいからさんが通る』
- 2021年1月 - 2月、『PRINCE OF ROSES-王冠に導かれし男-』-時の精
- 2021年4月 - 7月、『アウグストゥス-尊厳ある者-』『Cool Beast!!』
- 2021年8月 - 9月、『銀ちゃんの恋』（KAAT神奈川芸術劇場・ドラマシティ）-芸者
- 2021年11月 - 12月、『元禄バロックロック』-モモ、新人公演：ツナヨシ（本役：音くり寿）『The Fascination（ザ ファシネイション）!』（宝塚大劇場）
- 2021年1月 - 2月、『元禄バロックロック』-モモ、『The Fascination』（東京宝塚劇場）
- 2022年3月 - 4月、『冬霞の巴里』（ドラマシティ、東京建物 Brillia HALL）-エルミーヌ・グランジュ
- 2022年6月 - 7月、『巡礼の年～リスト・フェレンツ、魂の彷徨～』-新人公演：オランプ・ペリシエ（本役：都姫ここ）『Fashionable Empire』（宝塚大劇場）
- 2022年8月 - 9月、『巡礼の年～リスト・フェレンツ、魂の彷徨～』『Fashionable Empire』
- 2022年10月 - 11月、『フィレンツェに燃える』-セレーナ　『Fashionable Empire』（全国ツアー）
- 2023年1月、『うたかたの恋 』-エヴァ　『ENCHANTMENT（アンシャントマン）‐華麗なる香水（パルファン）』（宝塚大劇場）
- 2023年2月 - 3月、『うたかたの恋』-エヴァ、新人公演：ミリー・ステュベル（本役：星空美咲）　『ENCHANTMENT（アンシャントマン）-華麗なる香水（パルファン）』（東京宝塚劇場）
- 2023年4月 - 5月、『二人だけの戦場』（梅田芸術劇場、東京建物Brillia HALL）‐リサ
- 2023年7月 - 10月、『鴛鴦歌合戦（おしどりうたがっせん』-めじろ、新人公演：おとみ（本役：星空美咲）『GRAND MIRAGE!』
- 2023年11月 - 12月、『BE SHINING!!』（昭和女子大学人見記念講堂・神戸国際会館）
- 2024年2月 - 5月、『アルカンシェル』-花売り娘、新人公演：マダム・フランソワーズ・ニコル（本役：美風舞良） 退団公演[1]